# Élections législatives de 1967 dans la Haute-Saône
Les élections législatives françaises de 1967 se déroulent les 5 et 12 mars 1967.  Dans le département de la Haute-Saône, deux députés sont à élire dans le cadre de deux circonscriptions.

## Élus
| Circonscription | Député sortant | Parti | Parti   | Député élu ou réélu | Parti | Parti          |
| --------------- | -------------- | ----- | ------- | ------------------- | ----- | -------------- |
| 1re             | Pierre Vitter  |       | RI      | Pierre Vitter       |       | RI             |
| 2e              | Alfred Clerget |       | UNR-UDT | Jacques Maroselli   |       | FGDS (Radical) |

## Résultats

### Résultats à l'échelle du département
| Parti          | Parti                                           | Premier tour | Premier tour | Second tour | Second tour | Sièges |
| Parti          | Parti                                           | Voix         | %            | Voix        | %           | Sièges |
| -------------- | ----------------------------------------------- | ------------ | ------------ | ----------- | ----------- | ------ |
|                | Républicains indépendants                       | 23 835       | 22,46        | 26 770      | 25,00       | 1      |
|                | Union des démocrates pour la Ve République      | 22 642       | 21,34        | 24 170      | 22,57       | 0      |
|                | Union des républicains de progrès               | 46 477       | 43,80        | 50 940      | 47,57       | 1      |
|                |                                                 |              |              |             |             |        |
|                | Parti radical                                   | 24 776       | 23,35        | 32 589      | 30,43       | 1      |
|                | Convention des institutions républicaines       | 13 782       | 12,99        | 23 554      | 22,00       | 0      |
|                | Fédération de la gauche démocrate et socialiste | 38 558       | 36,34        | 56 143      | 52,43       | 1      |
|                |                                                 |              |              |             |             |        |
|                | Parti communiste français                       | 12 321       | 11,61        |             |             | 0      |
|                | Progrès et démocratie moderne                   | 8 760        | 8,26         | 0           |             |        |
|                |                                                 |              |              |             |             |        |
| Inscrits       | Inscrits                                        | 131 615      | 100,00       | 131 591     | 100,00      | 2      |
| Abstentions    | Abstentions                                     | 22 750       | 17,29        | 21 731      | 16,51       |        |
| Votants        | Votants                                         | 108 865      | 82,71        | 109 860     | 83,49       |        |
| Blancs et nuls | Blancs et nuls                                  | 2 749        | 2,53         | 2 777       | 2,53        |        |
| Exprimés       | Exprimés                                        | 106 116      | 97,47        | 107 083     | 97,47       |        |

### Résultats par circonscription

#### Première circonscription (Vesoul)
| Candidat       | Candidat                    | Parti          | Premier tour | Premier tour | Second tour | Second tour |  |
| Candidat       | Candidat                    | Parti          | Voix         | %            | Voix        | %           |  |
| -------------- | --------------------------- | -------------- | ------------ | ------------ | ----------- | ----------- |  |
|                | Pierre Vitter sortant réélu | RI             | 23 835       | 47,21        | 26 770      | 53,2        |  |
|                | Gabriel Bergougnoux         | FGDS (CIR)     | 13 782       | 27,3         | 23 554      | 46,8        |  |
|                | Gaston Simonot              | CD (PDM)       | 6 501        | 12,88        |             |             |  |
|                | André Vuillien              | PCF            | 6 364        | 12,61        |             |             |  |
|                |                             |                |              |              |             |             |  |
| Inscrits       | Inscrits                    | Inscrits       | 64 749       | 100,00       | 64 731      | 100,00      |  |
| Abstentions    | Abstentions                 | Abstentions    | 12 970       | 20,03        | 12 979      | 20,05       |  |
| Votants        | Votants                     | Votants        | 51 779       | 79,97        | 51 752      | 79,95       |  |
| Blancs et nuls | Blancs et nuls              | Blancs et nuls | 1 297        | 2,5          | 1 428       | 2,76        |  |
| Exprimés       | Exprimés                    | Exprimés       | 50 482       | 97,5         | 50 324      | 97,24       |  |

#### Deuxième circonscription (Lure)
| Candidat       | Candidat               | Parti          | Premier tour | Premier tour | Second tour | Second tour |  |
| Candidat       | Candidat               | Parti          | Voix         | %            | Voix        | %           |  |
| -------------- | ---------------------- | -------------- | ------------ | ------------ | ----------- | ----------- |  |
|                | Jacques Maroselli élu  | FGDS (Radical) | 24 776       | 44,53        | 32 589      | 57,42       |  |
|                | Alfred Clerget sortant | UD-Ve          | 22 642       | 40,7         | 24 170      | 42,58       |  |
|                | Michel Federspiel      | PCF            | 5 957        | 10,71        |             |             |  |
|                | René Josse             | CD (PDM)       | 2 259        | 4,06         |             |             |  |
|                |                        |                |              |              |             |             |  |
| Inscrits       | Inscrits               | Inscrits       | 66 866       | 100,00       | 66 860      | 100,00      |  |
| Abstentions    | Abstentions            | Abstentions    | 9 780        | 14,63        | 8 752       | 13,09       |  |
| Votants        | Votants                | Votants        | 57 086       | 85,37        | 58 108      | 86,91       |  |
| Blancs et nuls | Blancs et nuls         | Blancs et nuls | 1 452        | 2,54         | 1 349       | 2,32        |  |
| Exprimés       | Exprimés               | Exprimés       | 55 634       | 97,46        | 56 759      | 97,68       |  |